# 1403년

## 연호
- 명(明) 영락(永樂) 원년
- 일본(日本) 오에이(応永) 10년
- 호 왕조(胡朝) 카이다이(開大) 원년

## 기년
- 명(明) 성조 영락제(成祖 永樂帝) 원년
- 조선(朝鮮) 태종(太宗) 3년
- 호 왕조(胡朝) 호한트엉(胡漢蒼) 3년

## 사건
- 주자소가 설치되다.
- 조선 시대 최초의 금속활자인 계미자가 주조되다.

## 탄생
- 2월 22일 - 프랑스의 샤를 7세(Charles VII)
- 음력 3월 25일 - 조선의 노숙동(盧叔仝)
- 월일 미상 - 조선의 한혜(韓惠)

## 사망
- 음력 2월 12일 - 조선의 판삼사사(判三司事) 최영지(崔永沚)
- 3월 8일 - 오스만 제국의 술탄 바예지드 1세(Bayezid I)
- 음력 4월 1일 - 조선의 도총제(都摠制) 곽충보(郭忠輔)
- 음력 4월 21일 - 조선의 검교의정부좌정승(檢校議政府左政丞) 우인열(禹仁烈)
- 음력 4월 26일 - 조선의 개성유후(開城留後) 성석용(成石瑢)